# Bras (Bastogne)
Pour les articles homonymes, voir Bras.
Bras (Briecht/Briëch en luxembourgeois) est un hameau de l'Ardenne belge à une dizaine de kilomètres à l'est de la ville de Bastogne, en province de Luxembourg (Belgique), en proximité immédiate de la frontière luxembourgeoise.

## Géographie
Bien qu'un peu en retrait de la route le hameau de Bras n'en est pas moins la dernière localité belge sur la route nationale 84 reliant le centre-ville de Bastogne et la frontière luxembourgeoise vers Wiltz. Il fait partie de la section de Wardin. Le village luxembourgeois de Doncols se trouve de l’autre côté de la frontière.

## Histoire et démographie
Même si le hameau ne compta jamais plus de 200 âmes et ainsi ne fut jamais érigé en paroisse, il a une longue histoire : un document de 844 le mentionne parmi les villages qui avec Bastogne furent incendiés lors d’un conflit entre le comte Guy de Laroche et le seigneur de Vianden. Au début du XVIIIe siècle, il compte à peine dix foyers. En 2008, la population reste aux environs de 180 personnes.

## Patrimoine
La chapelle Sainte-Gertrude est un modeste lieu de culte qui existe depuis 1602. Elle est agrandie, et une tour-clocher lui est ajoutée, en 1769. Fermée par le pouvoir révolutionnaire français à la fin du XVIIIe siècle elle est rouverte en 1827 et est desservie de nouveau comme chapellenie dépendant de Wardin.
Des travaux de rénovation intérieure ont lieu en 1885. Mais elle est surtout agrandie et entièrement restaurée, avec adjonction d’un nouveau mobilier (autels, jubé et bancs) en 1925 par un enfant du pays, l’abbé Fred Schleich, né à Bras en 1861 et y décédé en 1927.
Bombardée et détruite en 1945 — Bras fut au cœur de la bataille des Ardennes — la chapelle Sainte-Gertrude est reconstruite en 1959.